# Anselmo Colzani
Anselmo Colzani (Budrio, 28 maart 1918 - Milaan, 20 maart 2006) was een Italiaanse operazanger (bariton).
Colzani trad voor het eerst op in 1946 samen met Renata Tebaldi in Richard Wagners Lohengrin.
Hij kreeg internationale bekendheid na zijn optredens in het Teatro alla Scala te Milaan en het Metropolitan Opera House in New York. In totaal trad hij 18 jaar lang in New York op. Hij zong in zijn lange muzikale carrière samen met onder meer Maria Callas, Franco Corelli, Mario del Monaco en Carlo Bergonzi.
Hij stierf op 87-jarige leeftijd in Milaan.
- Bibliothèque nationale de France: cb14165891p (data)
- CiNii: DA12347220
- Gemeinsame Normdatei: 135404649
- International Standard Name Identifier: 0000 0000 5517 1115
- Library of Congress Control Number: n83178657
- MusicBrainz: 5545ce53-1fd9-4a15-8cf8-7a86a5fd0e69
- Nationale Bibliotheek van Tsjechië: xx0164179
- Nationale Bibliotheek van Israël: 987007342191705171
- Nationale Bibliotheek van Polen: a0000002597851
- Istituto Centrale per il Catalogo Unico: RLZV087949
- SNAC: w6543tnb
- Système universitaire de documentation: 151854130
- Virtual International Authority File: 32207037
- WorldCat: E39PBJtcJ6PFgGP4MdryB6TWDq